# Dev Anand
DharamDev Pishorimal Anand, noto semplicemente come Dev Anand (Gurdaspur, 26 settembre 1923 – Londra, 4 dicembre 2011), è stato un attore e regista indiano.
Appartiene ad una delle famiglie più importanti di Bollywood: i suoi due fratelli, Chetan e Vijay Anand sono stati due registi; sua sorella è la madre di Shekhar Kapur.
Nel corso degli anni ha ricevuto varie nomination, talvolta coronate con la vittoria ai Filmfare Awards.

## Filmografia parziale
- Munimji, regia di Subodh Mukherjee (1955)
- Kala Pani, regia di Raj Khosla (1958)
- Love Marriage, regia di Subodh Mukherjiee (1959)
- Kala Bazar, regia di Vijay Anand (1960)
- Hum Dono, regia di Amarjeet (1961)
- Guide, regia di Vijay Anand (1965)
- The Jewel Thief (1967), regia di Vijay Anand (1967)
- The Evil Within, regia di Lamberto V. Avellana (1970)
- Hare Rama Hare Krishna, regia di Dev Anand (1971)
- Swami Dada, regia di Dev Anand (1982)